# 알서핑
알서핑(ALSurfing)는 이스트소프트가 개발한 모바일 웹 브라우저이다. 현재 알서핑 업데이트를 중지하고 줌인터넷이 PC와 모바일에서 사용 가능한 스윙 브라우저를 개발하고 있다.